# Хлорид гексаамминникеля(II)
Хлорид гексаамминникеля(II) — неорганическое соединение, комплексный аммин соли металла никеля и соляной кислоты с формулой [Ni(NH3)6]Cl2, сине-фиолетовые кристаллы, растворимые в холодной воде.

## Получение
- Действие газообразного аммиака на хлорид никеля(II):

{\displaystyle {\mathsf {NiCl_{2}+6NH_{3}\ {\xrightarrow {\tau }}\ [Ni(NH_{3})_{6}]Cl_{2}}}}
- Действие избытка аммиака на концентрированный раствор хлорида никеля(II)[1].:

{\displaystyle {\mathsf {NiCl_{2}\cdot 6H_{2}O+6NH_{3}\ {\xrightarrow {\tau }}\ [Ni(NH_{3})_{6}]Cl_{2}+6H_{2}O}}}
- Растворение гидроксида никеля(II) или хлорида никеля(II) в концентрированном растворе аммиака:

{\displaystyle {\mathsf {Ni(OH)_{2}+2NH_{4}Cl+4(NH_{3}\cdot H_{2}O)\ {\xrightarrow {}}\ [Ni(NH_{3})_{6}]Cl_{2}\downarrow +6H_{2}O}}}
{\displaystyle {\mathsf {NiCl_{2}+6(NH_{3}\cdot H_{2}O)\ {\xrightarrow {\tau }}\ [Ni(NH_{3})_{6}]Cl_{2}\downarrow +6H_{2}O}}}
- Действием хлорида аммония на концентрированный раствор сульфата никеля(II)-аммония[2].:

{\displaystyle {\mathsf {[Ni(NH_{3})_{6}]SO_{4}+2NH_{4}Cl\ {\xrightarrow {\tau }}\ [Ni(NH_{3})_{6}]Cl_{2}+(NH_{4})_{2}SO4}}}

## Физические свойства
Хлорид гексаамминникеля(II) образует сине-фиолетовые кристаллы кубической сингонии типа K2PtCl6, пространственная группа F m3m, параметры ячейки a = 1,0084 нм, Z = 4.
Водные растворы устойчивы в присутствии аммиака, в отличие от соответствующего соединения кобальта, что позволяет использовать хлорид гексаамминникеля(II) в качестве прекурсора для соединений квалификации "без кобальта".
Плохо растворяется в концентрированном растворе аммиака, не растворяется в этиловом спирте.

## Химические свойства
- Разлагается при нагревании:

{\displaystyle {\mathsf {[Ni(NH_{3})_{6}]Cl_{2}\ {\xrightarrow {175-450^{o}C}}\ NiCl_{2}+6NH_{3}}}}
- Разлагается при кипячении водных растворов:

{\displaystyle {\mathsf {[Ni(NH_{3})_{6}]Cl_{2}\ {\xrightarrow {H_{2}O,100^{o}C}}\ NiCl_{2}+6NH_{3}}}}
- Реагирует с кислотами:

{\displaystyle {\mathsf {[Ni(NH_{3})_{6}]Cl_{2}+6HCl\ {\xrightarrow {}}\ NiCl_{2}+6NH_{4}Cl}}}
- Реагирует с щелочами:

{\displaystyle {\mathsf {[Ni(NH_{3})_{6}]Cl_{2}+2NaOH+6H_{2}O\ {\xrightarrow {}}\ Ni(OH)_{2}\downarrow +2NaCl+6(NH_{3}\cdot H_{2}O)}}}